# Miss Nothing
Miss Nothing – drugi singel amerykańskiego alternatywno rockowego zespołu The Pretty Reckless z ich debiutanckiego albumu Light Me Up. W USA został wydany 27 lipca 2010 roku a w Wielkiej Brytanii 22 sierpnia 2010 roku.

## Pozycje na listach
| Państwo                            | Najwyższa pozycja |
| ---------------------------------- | ----------------- |
| Wielka Brytania - UK Singles Chart | 39                |

## Historia wydania
| Region            | Data             | Format           |
| ----------------- | ---------------- | ---------------- |
| Stany Zjednoczone | 27 lipca 2010    | Digital download |
| Wielka Brytania   | 22 sierpnia 2010 | Digital download |
| Wielka Brytania   | 23 sierpnia 2010 | Singel CD        |
| Australia         | 23 sierpnia 2010 | Digital download |